# Acusilas callidus
Acusilas callidus Schmidt & Scharff, 2008 è un ragno appartenente al genere Acusilas della Famiglia Araneidae.

## Etimologia
Non è ben chiara l'origine del nome del genere: forse deriva dal greco Ακουσίλαος Acusìlaos, storico e logografo greco del VI secolo a.C., di Argo, da alcuni menzionato fra i Sette Savi e citato da Platone nel Simposio.
Il nome proprio deriva dall'aggettivo latino callidus, che significa: furbo, scaltro, e si riferisce alla forma all'epigino di questo ragno che, disegnata, sembra un sorriso molto sottile.

## Distribuzione
L'olotipo femminile rinvenuto proviene dalla foresta dell'isola Pulau Batu Daka, appartenente alle isole Togian, nello Stato indonesiano di Sulawesi.

## Tassonomia
Al 2013 non sono note sottospecie.